# SAIC Motor
SAIC Motor Corpotation — китайская государственная автомобилестроительная компания, много лет являвшаяся крупнейшей в стране по производству автомобилей и их экспорту; на неё приходилось четверть от продаж автомобилей в КНР. 
Крупнейшим акционером является Shanghai Automotive Industry Corporation (Group) (ей принадлежит 67,66 % акций), в свою очередь полностью контролируемая шанхайским отделением Комитета по контролю и управлению государственным имуществом Китая (SASAC).
В списке крупнейших публичных компаний мира Forbes Global 2000 за 2022 год SAIC Motor заняла 204-е место. В списке Fortune Global 500 за 2024 год компания заняла 93 место.

## История
Формирование автомобильной отрасли в Шанхае началось после Второй мировой войны. Шанхайские заводы начинали производить тракторы, автобусы, а 28 сентября 1958 года был представлен первый собственный автомобиль, седан представительского класса Phoenix. В 1984 году была создана компания Shanghai Automobile & Tractor Company (Автомобильная и тракторная компания Шанхая), подчинённая муниципалитету города. В том же году было основано совместное предприятие с немецким концерном Volkswagen, названное Shanghai Volkswagen Automotive Co Ltd. За первые одиннадцать лет его работы количество выпускаемых автомобилей удесятерилось (до 300 тысяч в год), также было налажено производство большинства комплектующих, которые до этого в основном импортировались. В 1990 году Shanghai Automobile & Tractor Company была переименована в Shanghai Automotive Industry Corporation (Корпорация автопромышленности Шанхая, SAIC), через пять лет реорганизованная в группу компаний Shanghai Automotive Industry Corp (Group). В 1997 году в составе этой группы была создана дочерняя компания SAIC Motor Corporation, часть акций которой была размещена на Шанхайской фондовой бирже. Также в 1997 году было создано ещё одно совместное предприятие Shanghai General Motors Co Ltd с американской корпорацией General Motors.
В августе 2004 стало известно о возможном приобретении SAIC британской автомобильной компании MG Rover Group. В марте 2005 SAIC и нанкинская компания Nanjing Automobile Corporation (NAC) объявили о намерении приобрести 50 % и 20 % акций MG Rover, но сделка не состоялась из-за тяжелого финансового состояния MG Rover. Осенью 2004 года SAIC приобрела права интеллектуальной собственности на некоторые продукты MG Rover Group Ltd., включая права на модели Rover 25 и Rover 75, а также двигатель K- серии Rover Powertrain за £67 млн. В июне 2005 SAIC приобрела права на спортивную модель MG TF.
22 июля 2005 года Nanjing Automobile Corporation приобрела MG Rover за £53 млн. SAIC пыталась приобрести торговую марку Rover за £11 млн у BMW Group, но она была продана Ford.
26 декабря 2007 года SAIC Motor и Nanjing Automobile Corporation объявили о своём слиянии. SAIC Motor приобрела 50 % акций Nanjing Auto у итальянской компании Fiat, заплатив 2,095 млрд юаней ($285,7 млн). Yeujin (материнская компания Nanjing Automobile) получила 320 млн акций SAIC Motor, что эквивалентно 4,9 % акционерного капитала. Таким образом SAIC Motor стала владельцем бренда MG, но не могла использовать принадлежащий Ford бренд Rover и поэтому создала собственный созвучный бренд Roewe.
По итогам 2020 года SAIC Motor продала 5,6 млн автомобилей, в том числе 2,6 млн транспортных средств под собственными марками. Зарубежные продажи компании достигли 390 тыс. единиц, увеличившись на 11,3 % в годовом исчислении.
В начале 2021 года для производства электромобилей было создано совместное предприятие IM Motors; SAIC в нём принадлежит 54 %, а Alibaba Group и Zhangjiang Hi-Tech — по 18 %. В 2022 году объем продаж автомобилей SAIC Motor на зарубежных рынках составил более 1,01 млн единиц (компания является крупнейшим экспортёром среди китайских автопроизводителей). В мае 2023 года SAIC Motor начала строительство в Таиланде (провинция Чонбури) завода запчастей для электромобилей.
В июле 2023 года компания SAIC Motor объявила о достижении договоренности с Audi по совместной разработке электромобилей. В апреле 2024 года дочерняя компания MG Motor India привлекла в качестве стратегического инвестора индийскую металлургическую компанию JSW Steel (JSW Group получила 26 % акций MG Motor India, а SAIC сохранила за собой 49 %).
В ноябре 2024 года Volkswagen продал свою долю в автосборочном заводе SAIC в Урумчи шанхайской государственной компании Lingang Development Group. В то же время Volkswagen Group и SAIC Motor продлили контракт на создание совместного предприятия в Шанхае до 2040 года. В мае 2025 года SAIC Motor и Huawei подписали соглашение о создании в Шанхае нового завода по производству электромобилей под брендом SAIC Shangjie.

## Деятельность
Продажи в 2024 году составили 4,6 млн автомобилей, 2,4 млн (около 60 %) продаж пришлось на автомобили собственных марок (Roewe, Rising, IM, MG и Maxus). Зарубежные продажи составили 1,1 млн автомобилей, что включает как экспорт, так и производство в таких странах как Таиланд, Индонезия и Индия.
По состоянию на 2021 годн 71 % выручки компании давали продажа автомобилей, 20 % — продажа комплектующих, 4 % — сервисной обслуживание, 3 % — финансовые услуги (лизинг, кредитование). 93 % выручки приходится на КНР. Компания занимается производством автомобилей на альтернативных источниках энергии (электромобили, гибридные автомобили и двигатели на топливных элементах), в 2021 году их было выпущено 733 тысяч (за предыдущий год — 320 тыс.).
Объём производства и процент загруженности по предприятиям по состоянию на 2021 год:
- SAIC Volkswagen — 1,247 млн (60 %)
- SAIC-GM Wuling — 1,672 млн (95 %)
- SAIC GM — 1,331 млн (70 %)
- SAIC Passenger Vehicle — 802 тыс. (100 %)
- SAIC Maxus — 242 тыс. (65 %)
- SAIC Motor-CP — 32 тыс. (79 %)
- SAIC-GM Wuling Motor Indonesia — 26,3 тыс. (44 %)
- MG Motor India Private Limited — 40,6 тыс. (73 %)
- другие (Shanghai Sunwin Bus Co., Ltd., SAIC HONGYAN Automobile Co., Ltd., Nanjing Iveco Automobile Co., Ltd. и др.) — 80,6 тыс. (59 %).

Основные категории выпускаемых автомобилей:
- легковые автомобили — 2,59 млн
- лёгкие внедорожники (SUV) — 1,456 млн
- многоцелевые автомобили (MPV) — 963 тыс.
- кроссоверы — 226 тыс.
- грузовые автомобили — 558 тыс.

## Состав корпорации
SAIC включает в себя более 50 предприятий в экономической зоне Шанхая.
Среди них:
- Shanghai-Sunwin Bus Corporation
- Shanghai-Huizhong Automotive Manufacturing
- Shanghai-Xingfu Motorcycle
- Shanghai-New Holland Agricultural Machinary
- Shanghai-Pengpu Machinary
- Yutopilot (беспилотные портовые транспортёры)[17]

Дочерняя компания SAIC Anji Logistics владеет собственным флотом ролкеров, которые перевозят автомобили из Китая в Европу и Америку.

## Совместные предприятия

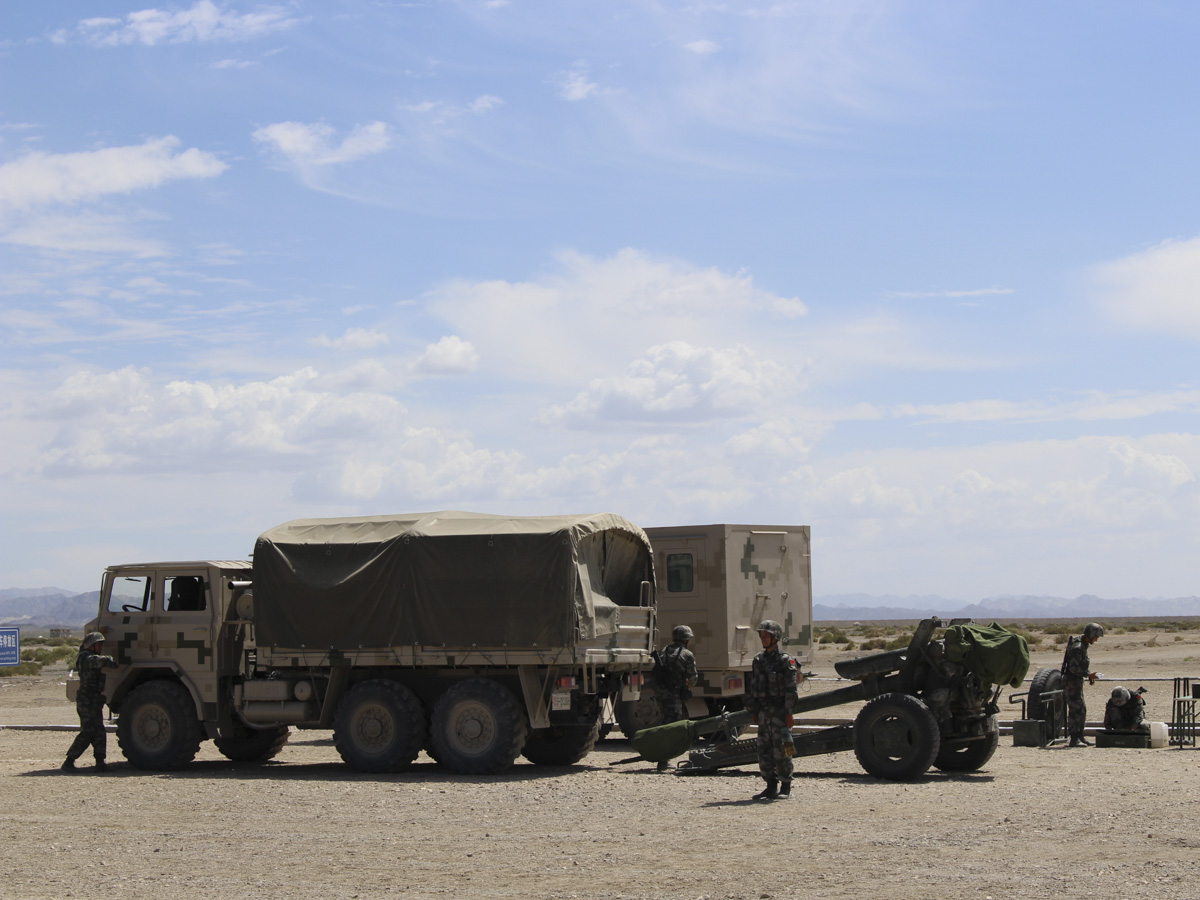
Hongyan OQ261

- SAIC-Iveco Hongyan Company — совместное предприятие с Iveco по производству моторов и грузовиков[20].
- SAIC-Iveco Hongyan Commercial Vehicle Co. или Hongyantruck (Чунцин) — производство седельных тягачей и тяжёлых грузовиков военного назначения[21].
- SAIC Volkswagen Automotive Co., Ltd. — основана 10 октября 1984 года; производит автомобили под марками Volkswagen, Skoda и Audi, включая различные комплектующие к двигателям. Доли SAIC и Volkswagen составляют по 50 %[22].
- Shanghai General Motors Corporation (Shanghai GM) — основана 12 июня 1997 года, доли SAIC и General Motors составляют по 50 %.
- SAIC-GM-Wuling — совместное предприятие SAIC Motor, General Motors и Liuzhou Wuling Motors; производит бюджетные автомобили марки Baojun, основано в 2002 году.
- Shanghai Advanced Traction Battery Systems Co. (ATBS) — совместное предприятие с производителем литий-ионных аккумуляторов A123 Systems[23].
- SAIC Motor-CP — совместное предприятие с таиландским конгломератом Charoen Pokphand.

Около 60 % всех производимых комплектующих Shanghai Automotive Co. Ltd. поставляет компаниям Shanghai Volkswagen Automotive Company и Shanghai General Motors Corp.

## Гибридный и электрический транспорт
SAIC Motor на автошоу в Шанхае в 2007 году представила гибридную версию автомобиля Roewe 750. В январе 2008 года SAIC Motor заключила соглашение с компанией Johnson Controls-Saft о поставках литий-ионных аккумуляторов для производства гибридных автомобилей.
В апреле 2009 года SAIC Motor приобрела mild Hybrid технологию у компании Delphi Corporation.
В августе 2009 года SAIC Motor заключила соглашение с компанией BYD Co — китайским производителем литий-ионных аккумуляторов.
В ноябре 2012 года SAIC Motor начала производство электромобиля Roewe E50 с аккумуляторами компании A123 Systems.
В июле 2017 года SAIC-GM-Wuling начала производство 2-местного электромобиля Baojun E100.
|                     | 2009  | 2010  | 2011  | 2012  | 2013  | 2014  | 2015  | 2016  | 2017  | 2018  | 2019  | 2020  | 2021  |
| ------------------- | ----- | ----- | ----- | ----- | ----- | ----- | ----- | ----- | ----- | ----- | ----- | ----- | ----- |
| Оборот              | 139,6 | 313,4 | 434,8 | 481,0 | 565,8 | 630,0 | 670,4 | 756,4 | 870,6 | 902,2 | 843,3 | 742,1 | 779,8 |
| Чистая прибыль      | 6,592 | 13,73 | 20,22 | 20,75 | 24,80 | 27,97 | 29,79 | 32,01 | 34,41 | 36,01 | 25,60 | 20,43 | 24,53 |
| Активы              | 138,2 | 228,8 | 318,6 | 317,2 | 373,6 | 414,9 | 511,6 | 590,7 | 723,5 | 782,8 | 849,3 | 919,4 | 916,9 |
| Собственный капитал | 42,46 | 66,17 | 102,4 | 122,3 | 137,8 | 157,7 | 175,1 | 192,1 | 225,3 | 234,4 | 249,7 | 260,1 | 273,8 |

## Галерея

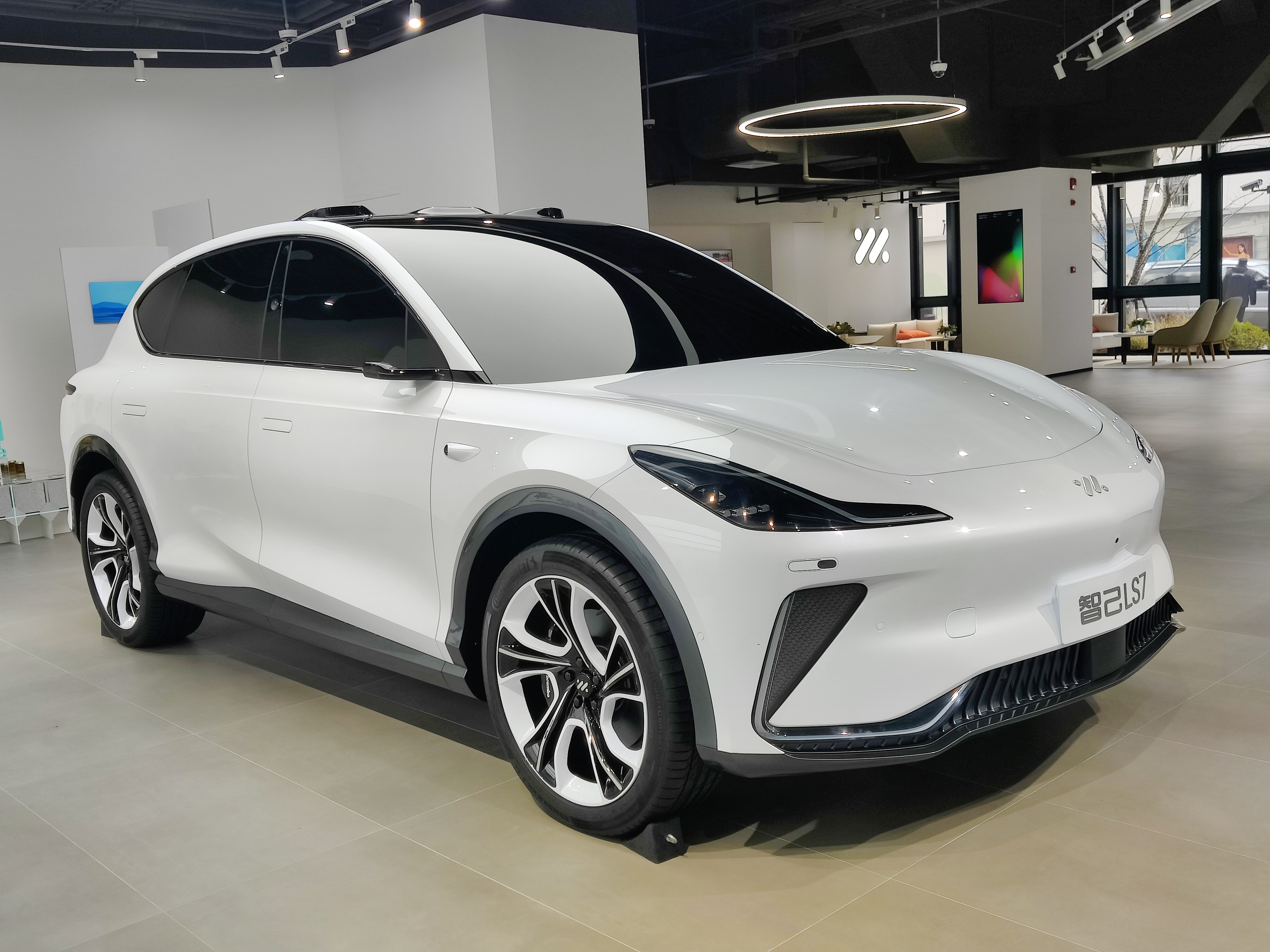
LS7
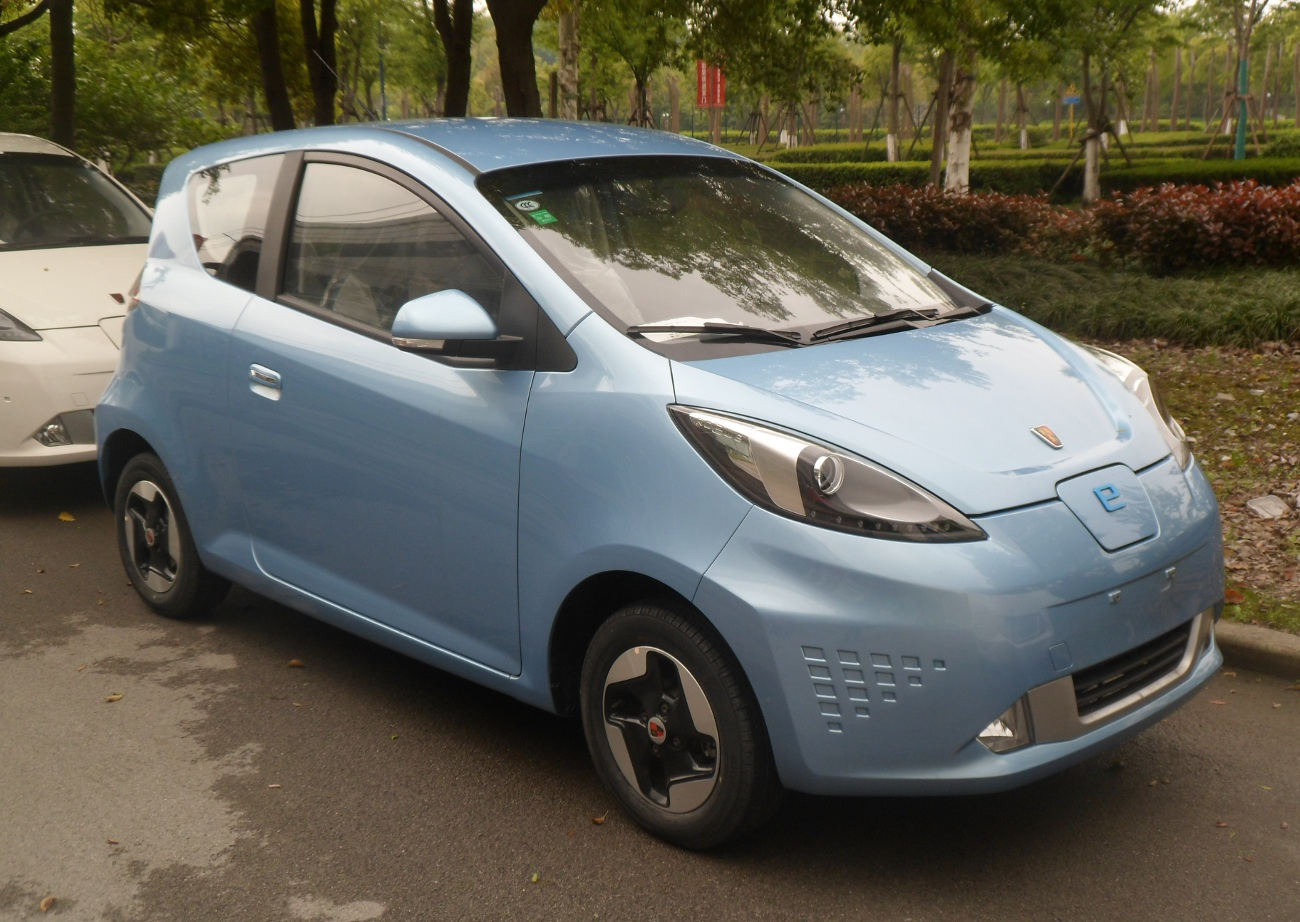
Roewe e50
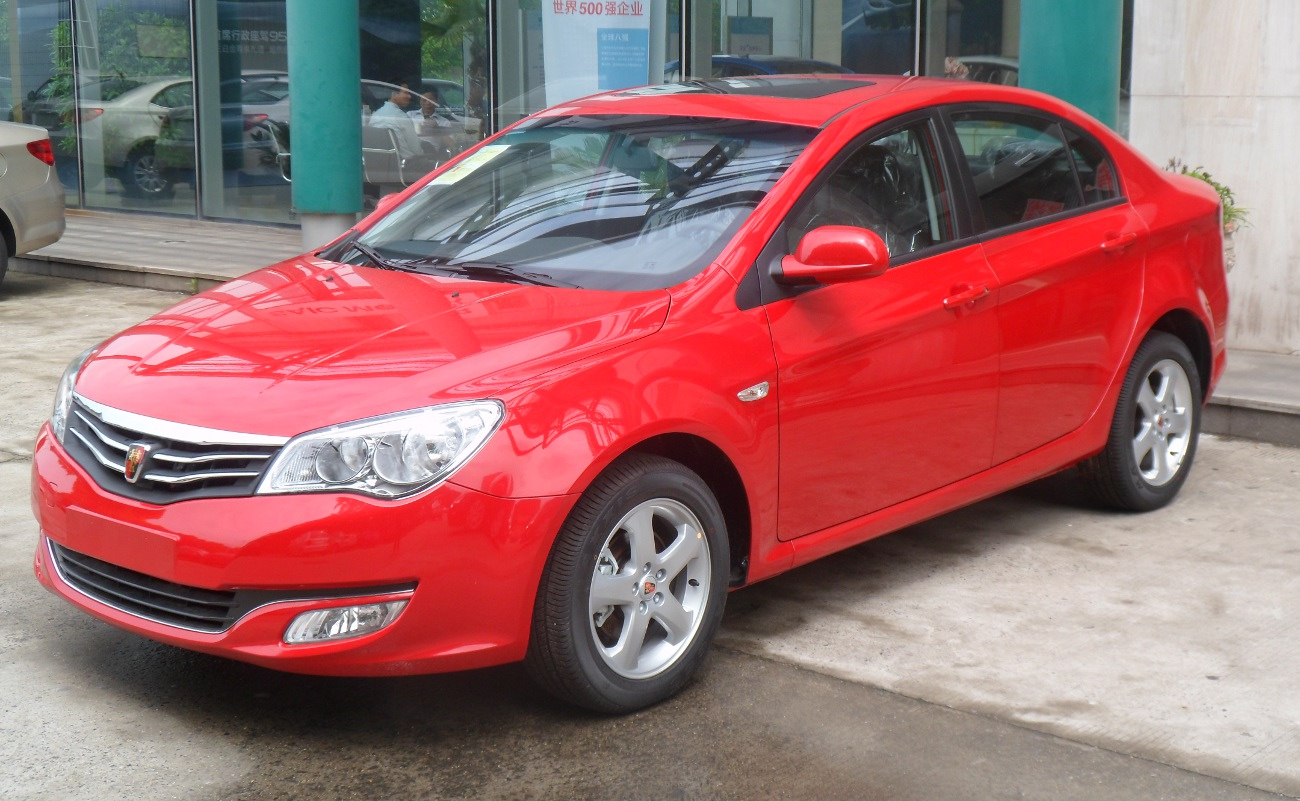
Roewe 350
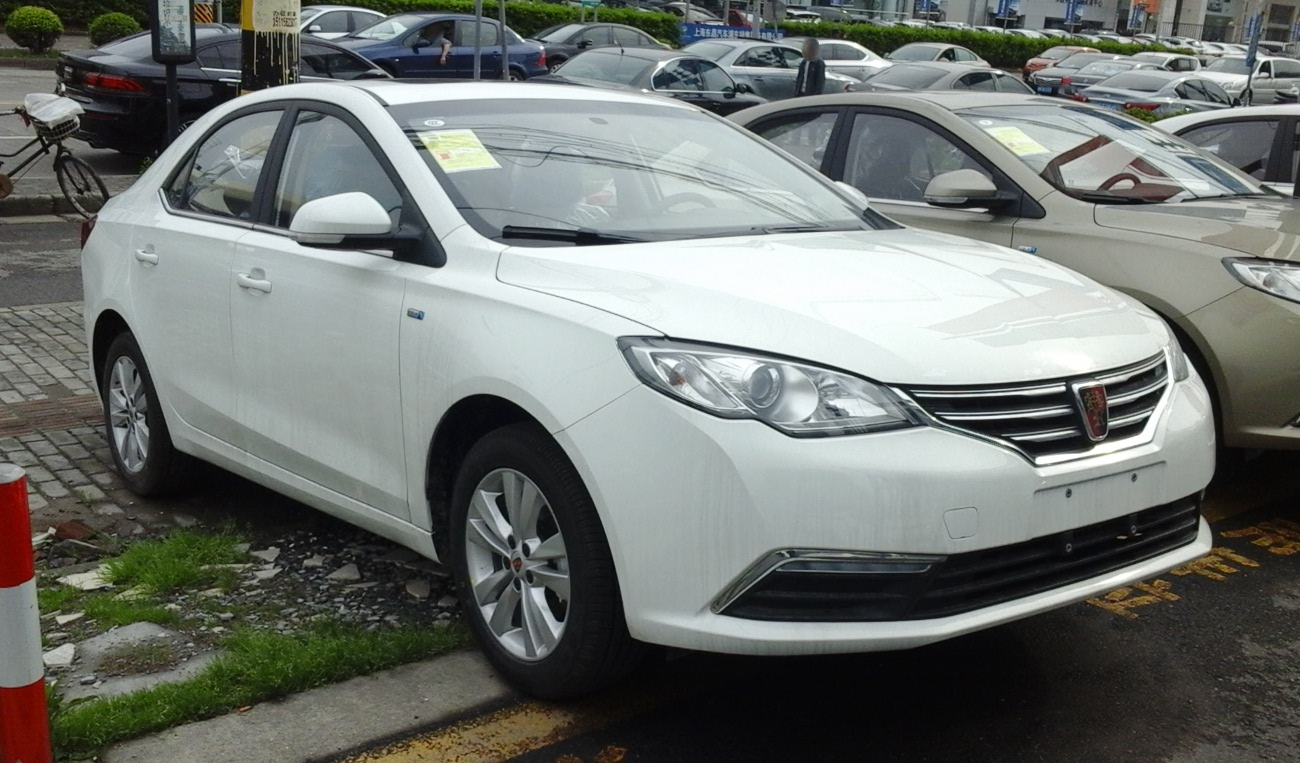
Roewe 360
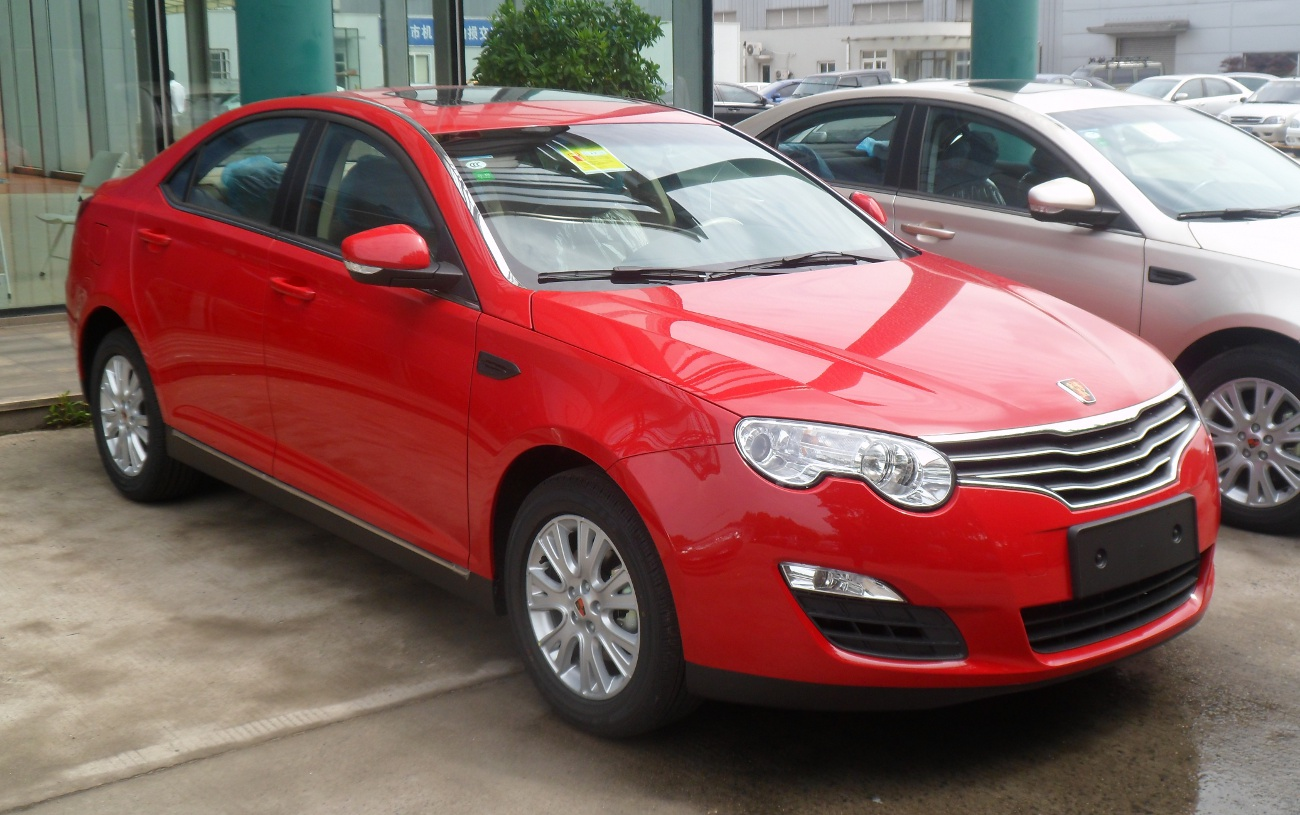
Roewe 550
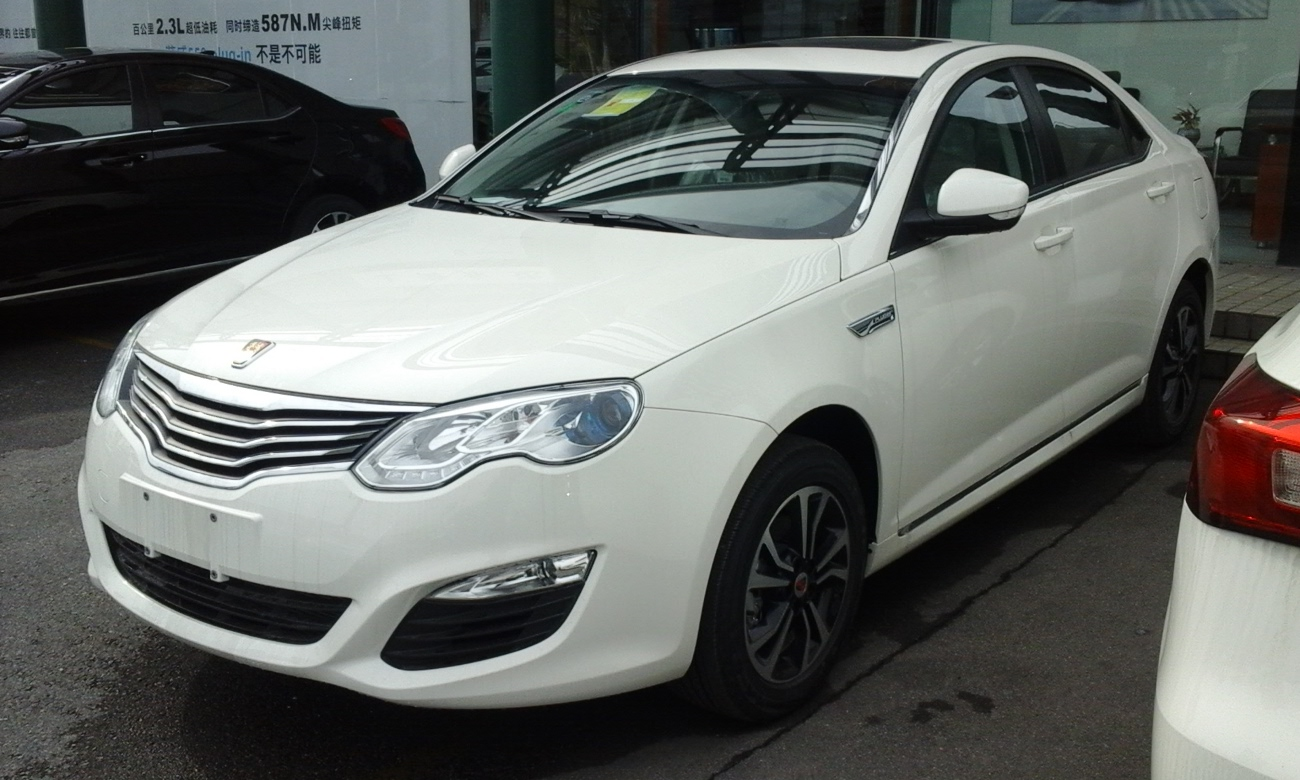
Roewe e550
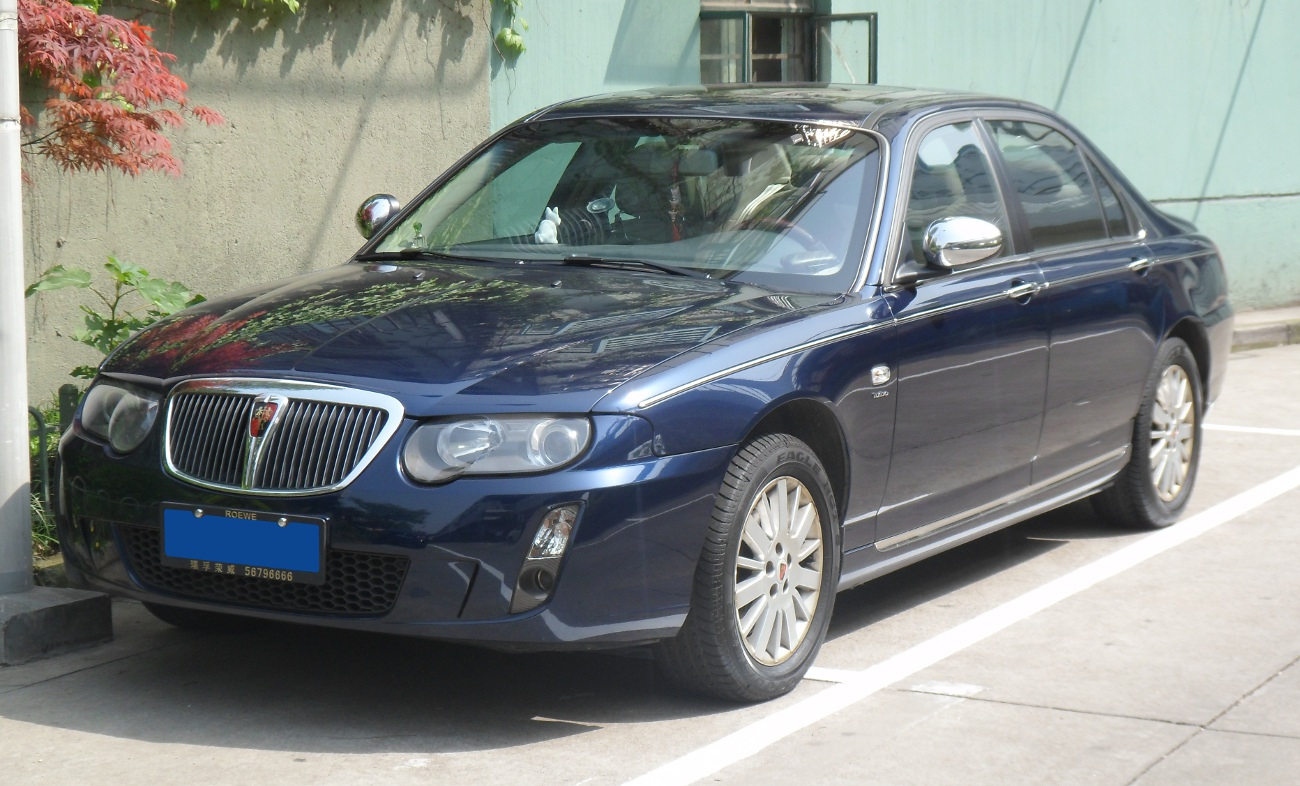
Roewe 750
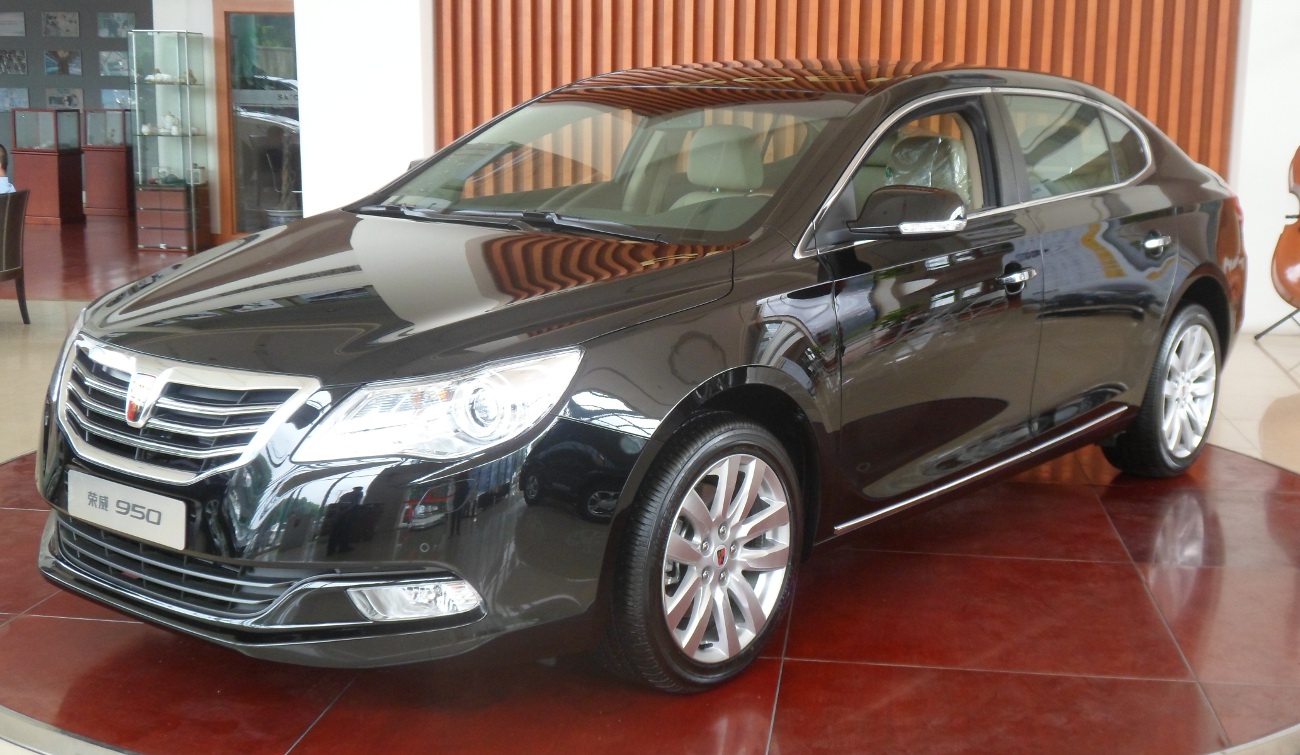
Roewe 950
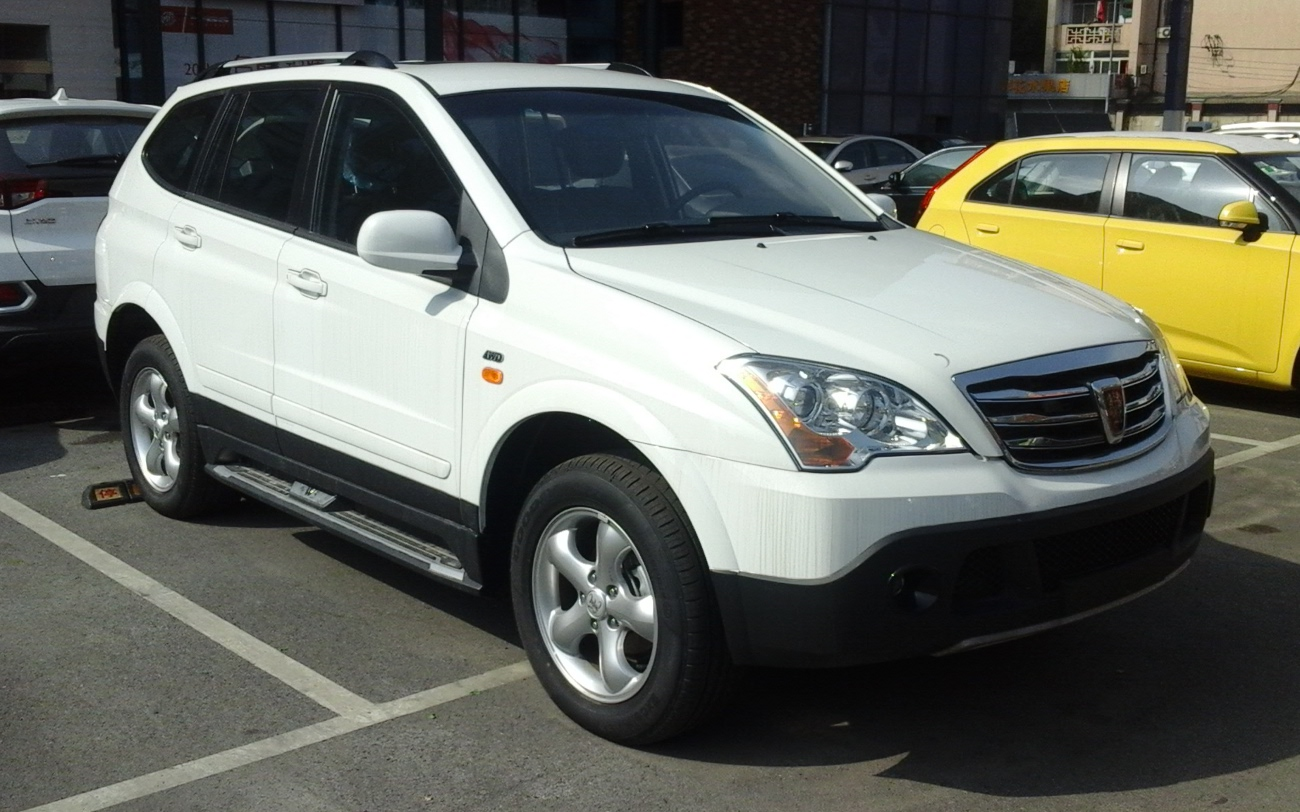
Roewe W5
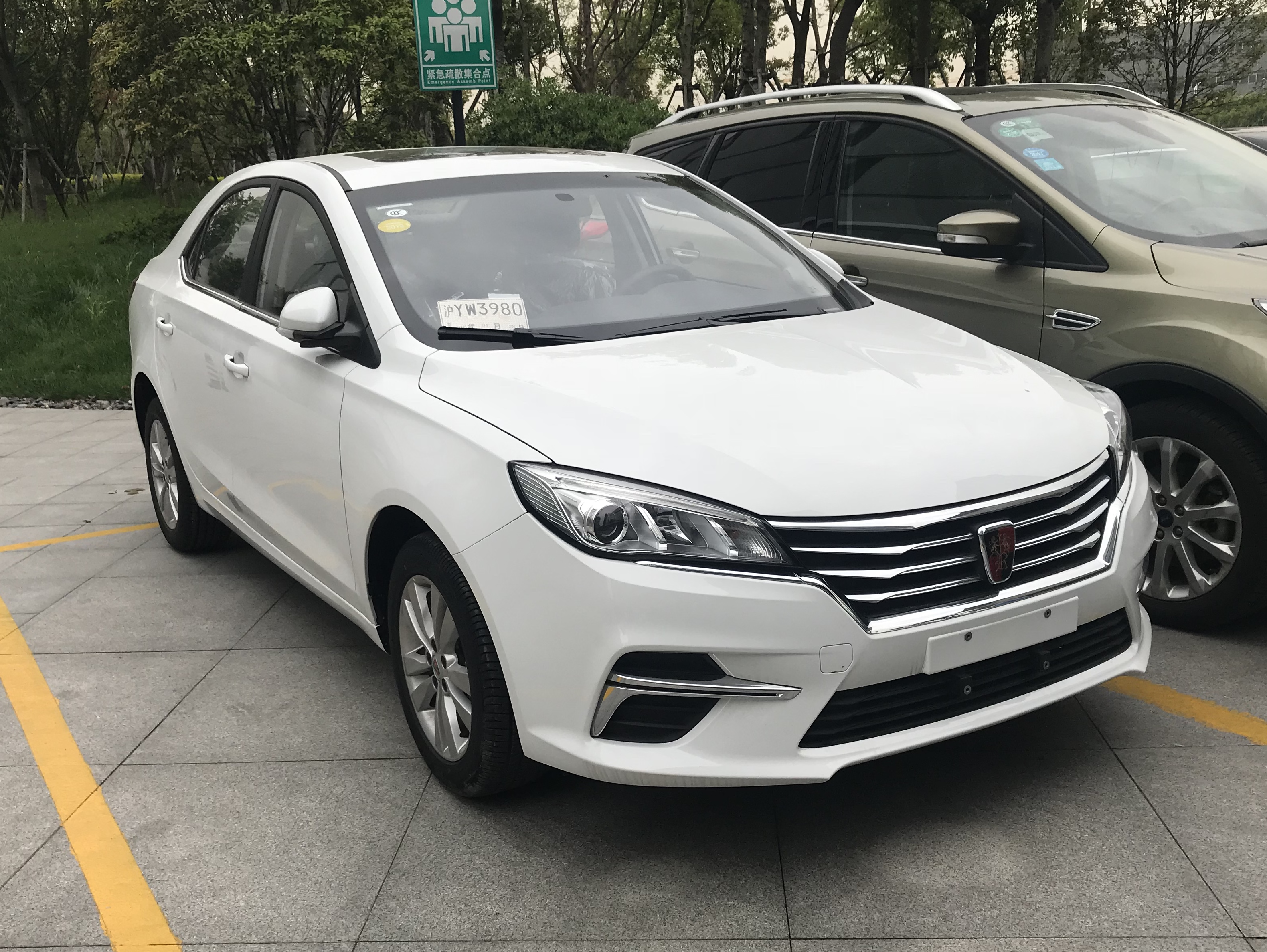
Roewe 360 Plus
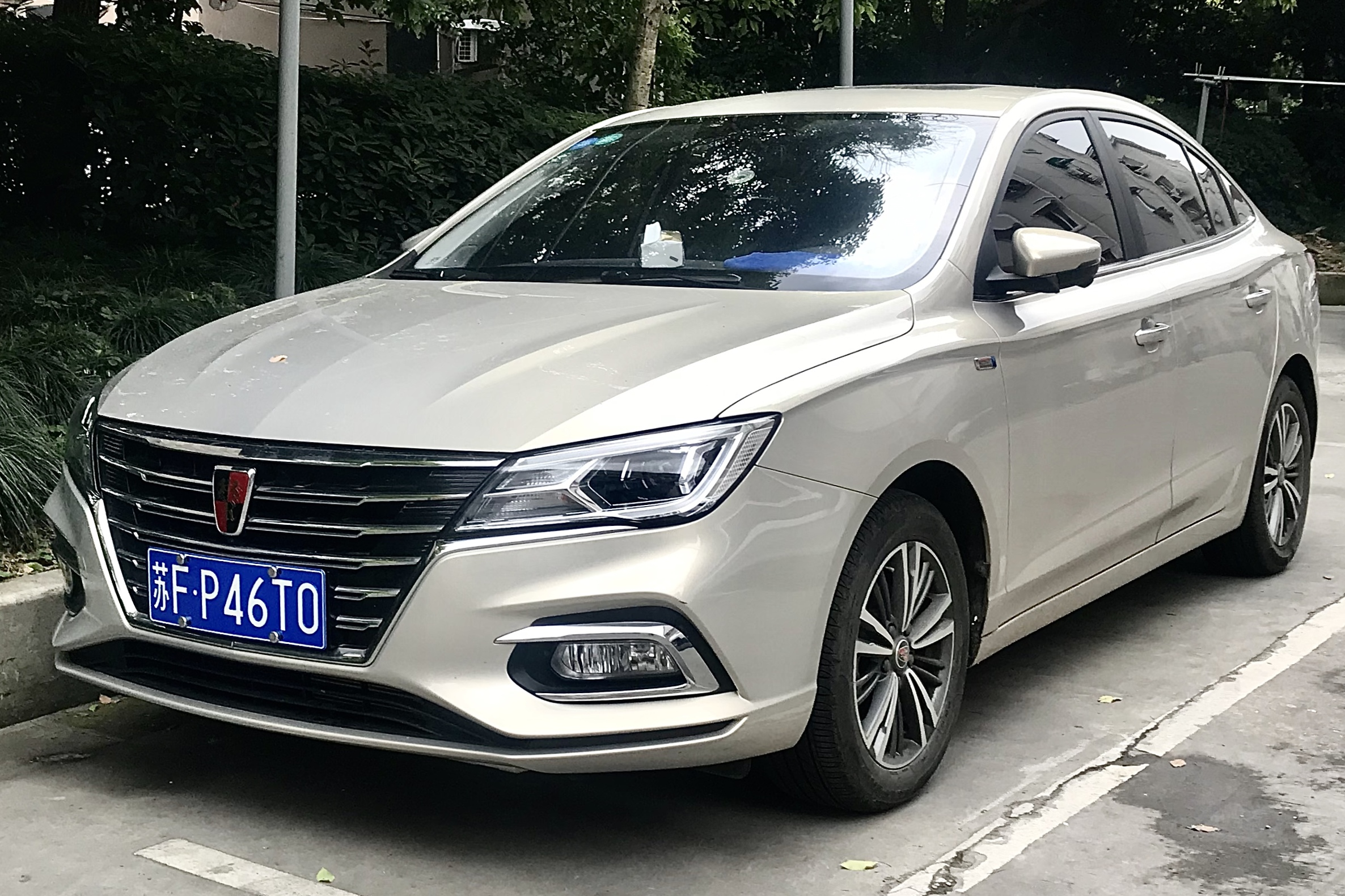
Roewe i5
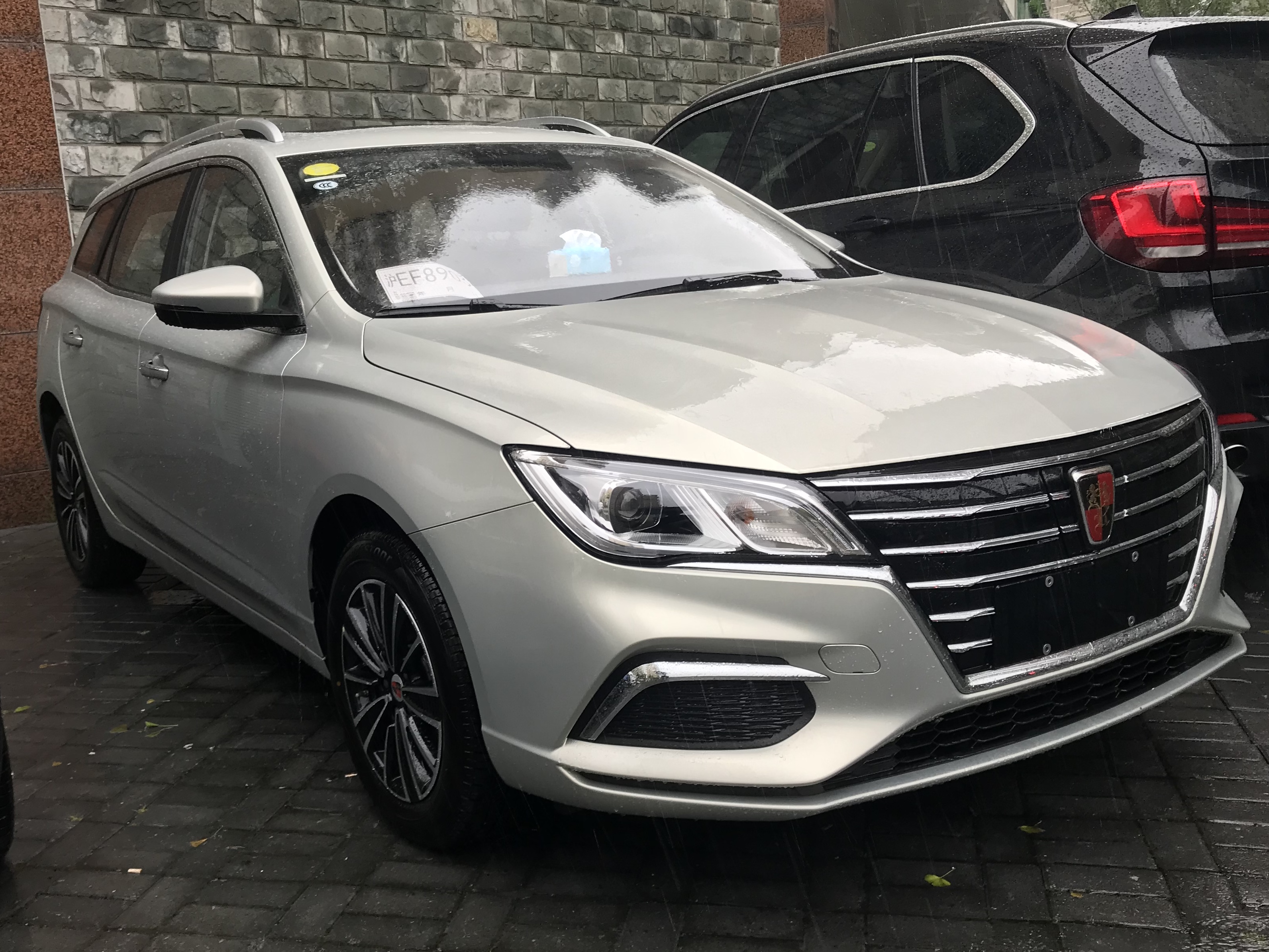
Roewe Ei5
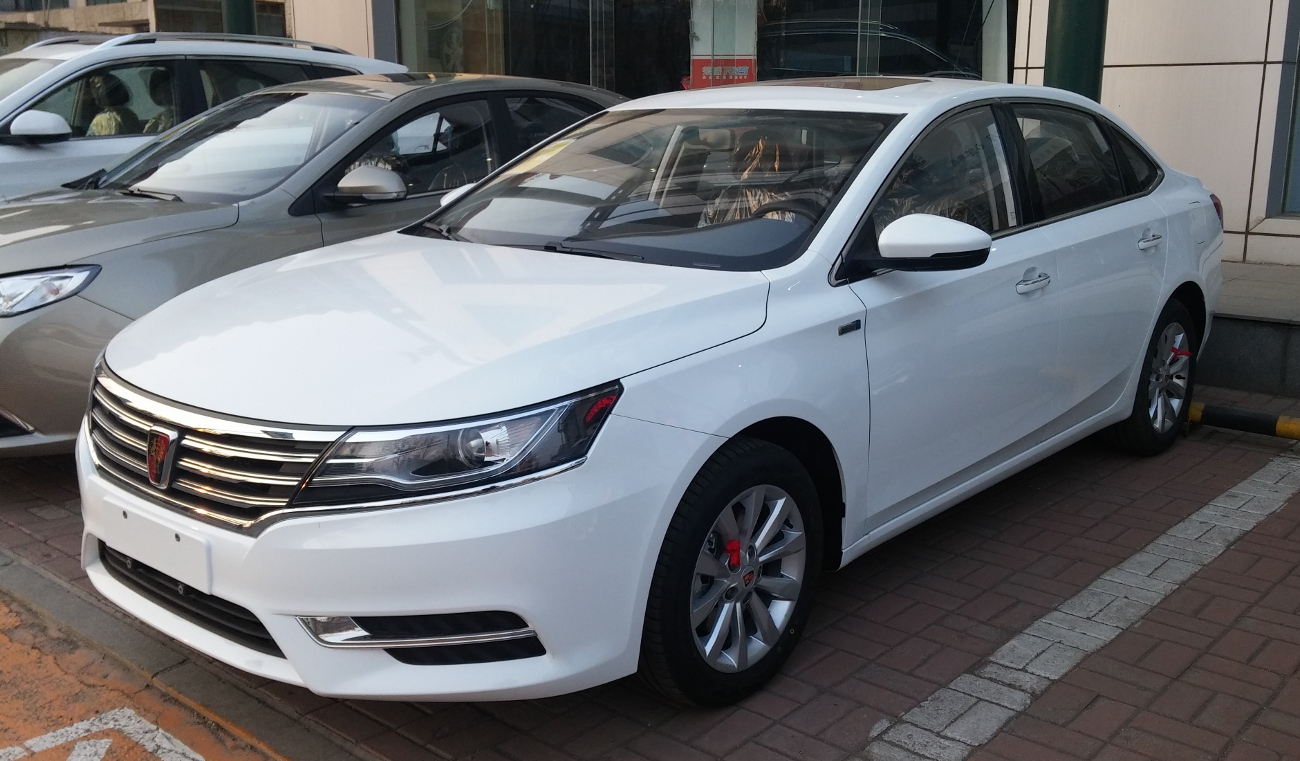
Roewe i6
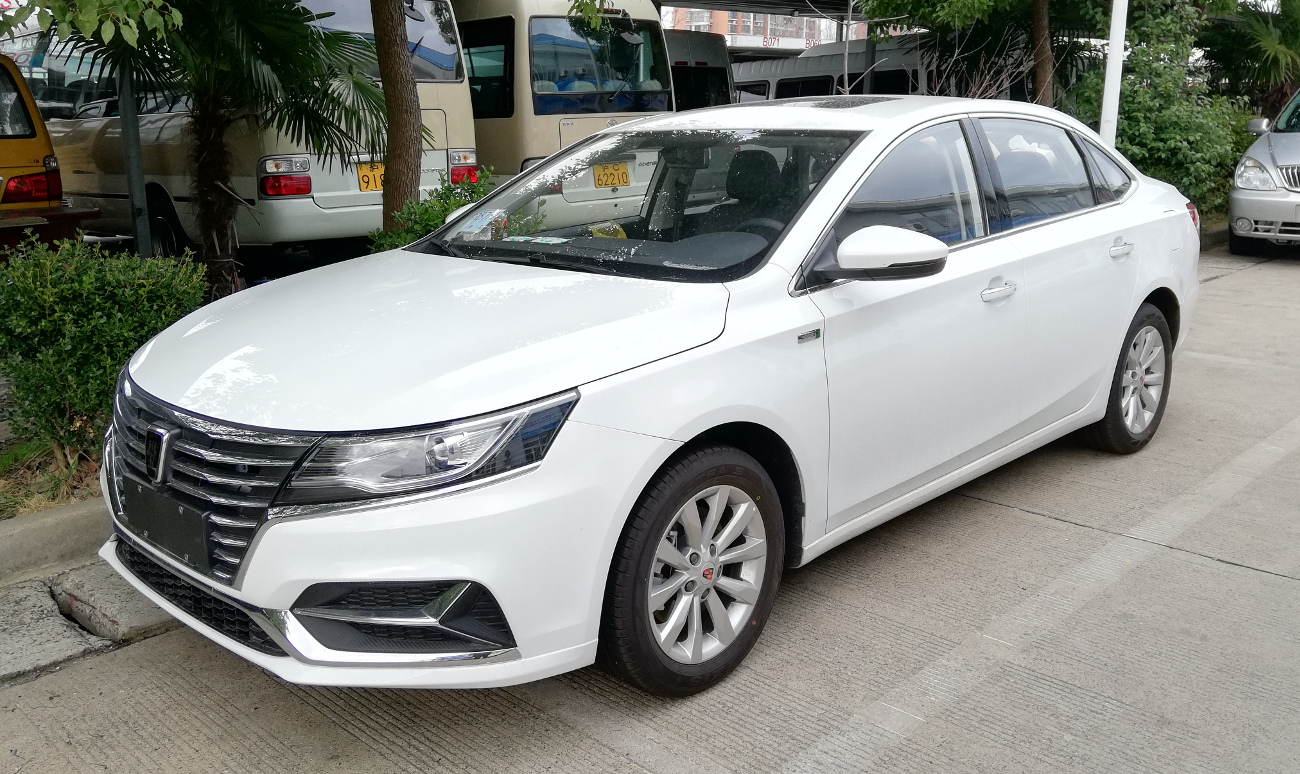
Roewe ei6
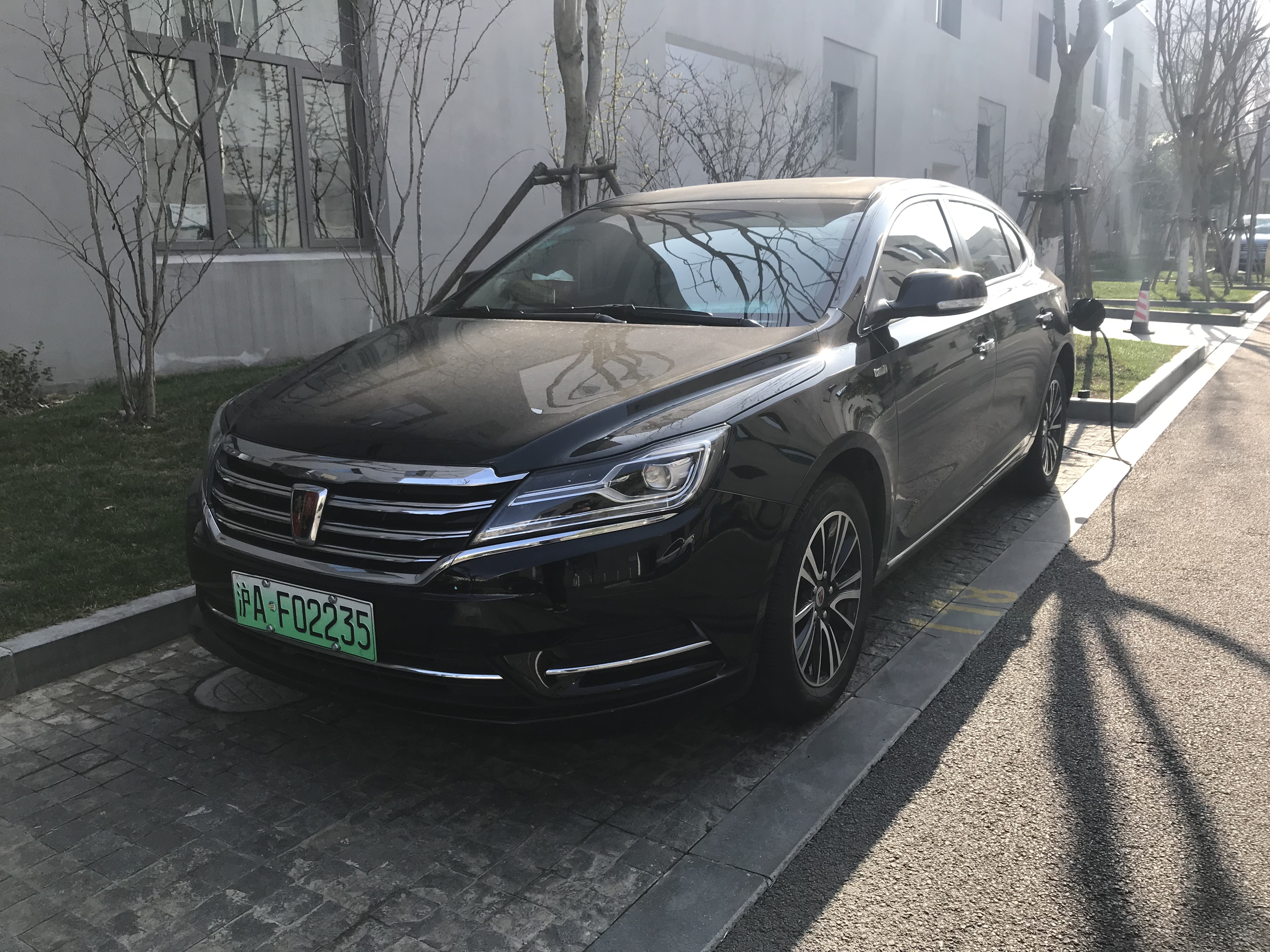
Roewe e950
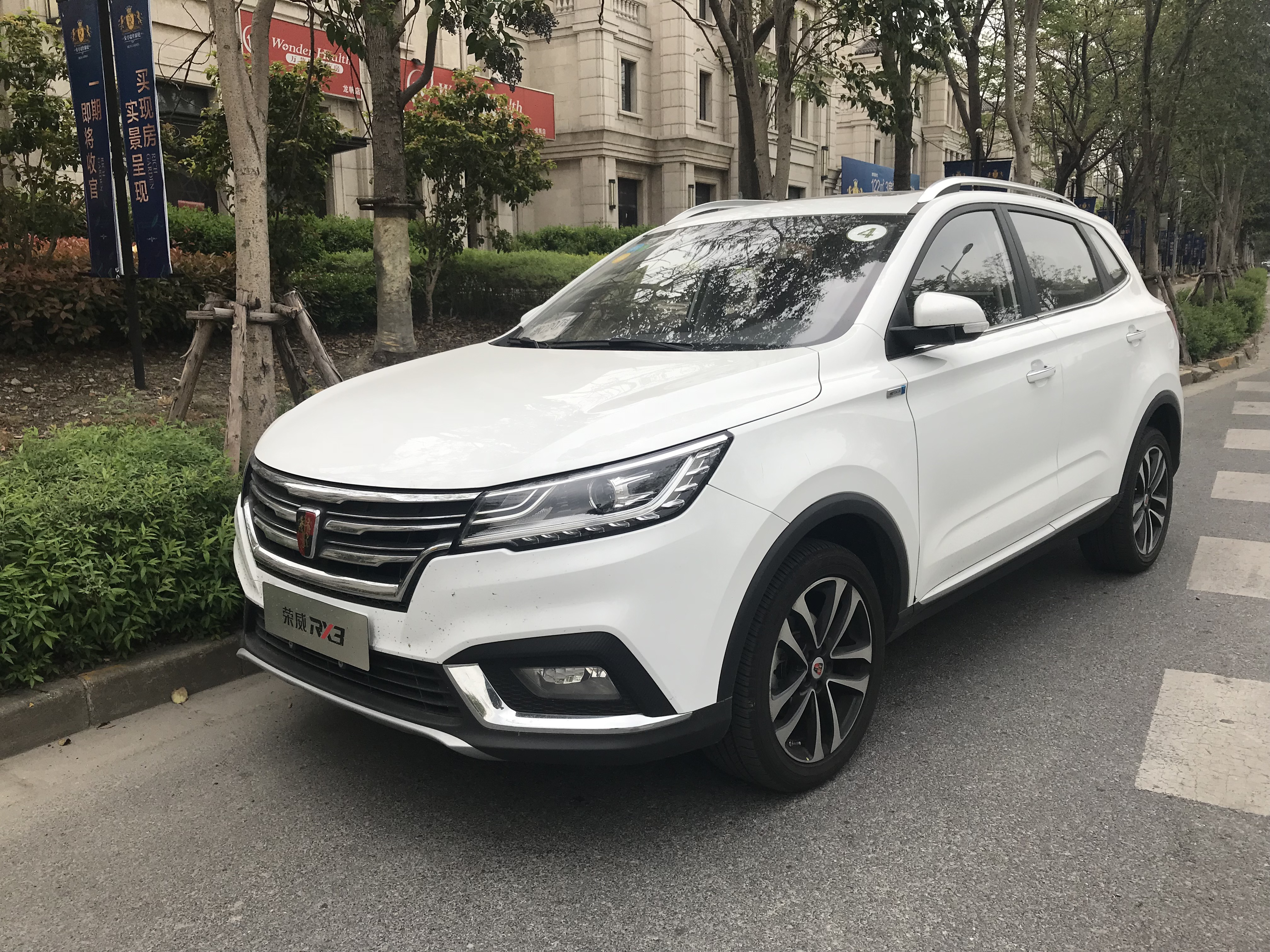
Roewe RX3
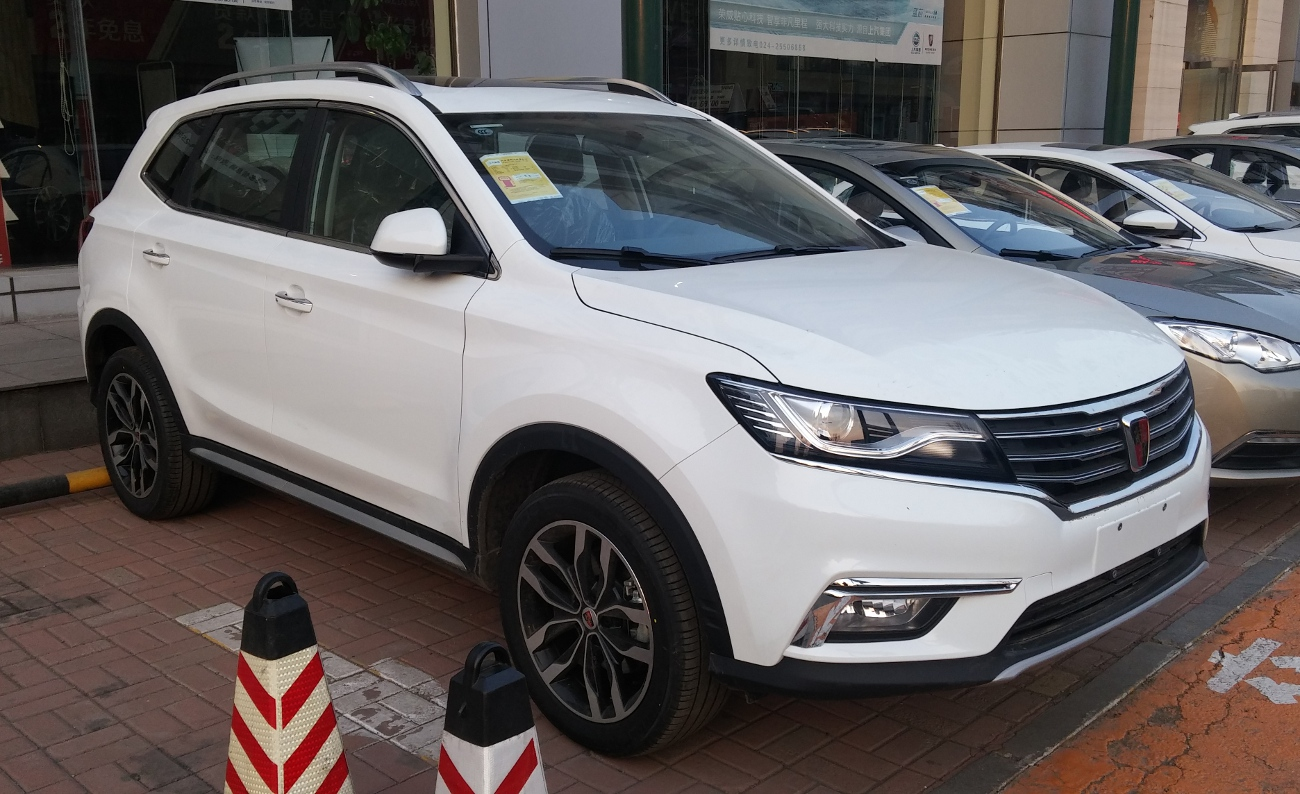
Roewe RX5
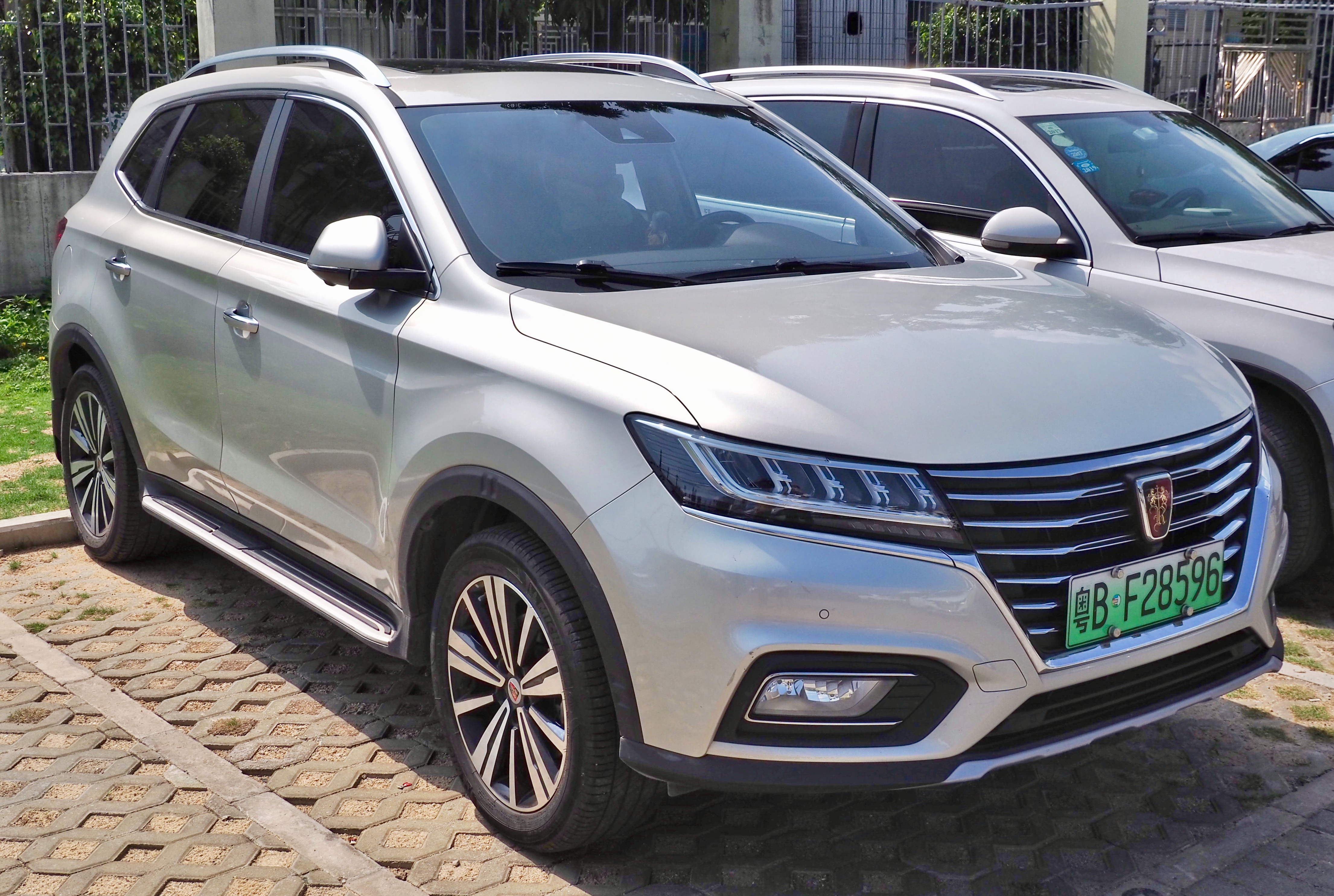
Roewe eRX5
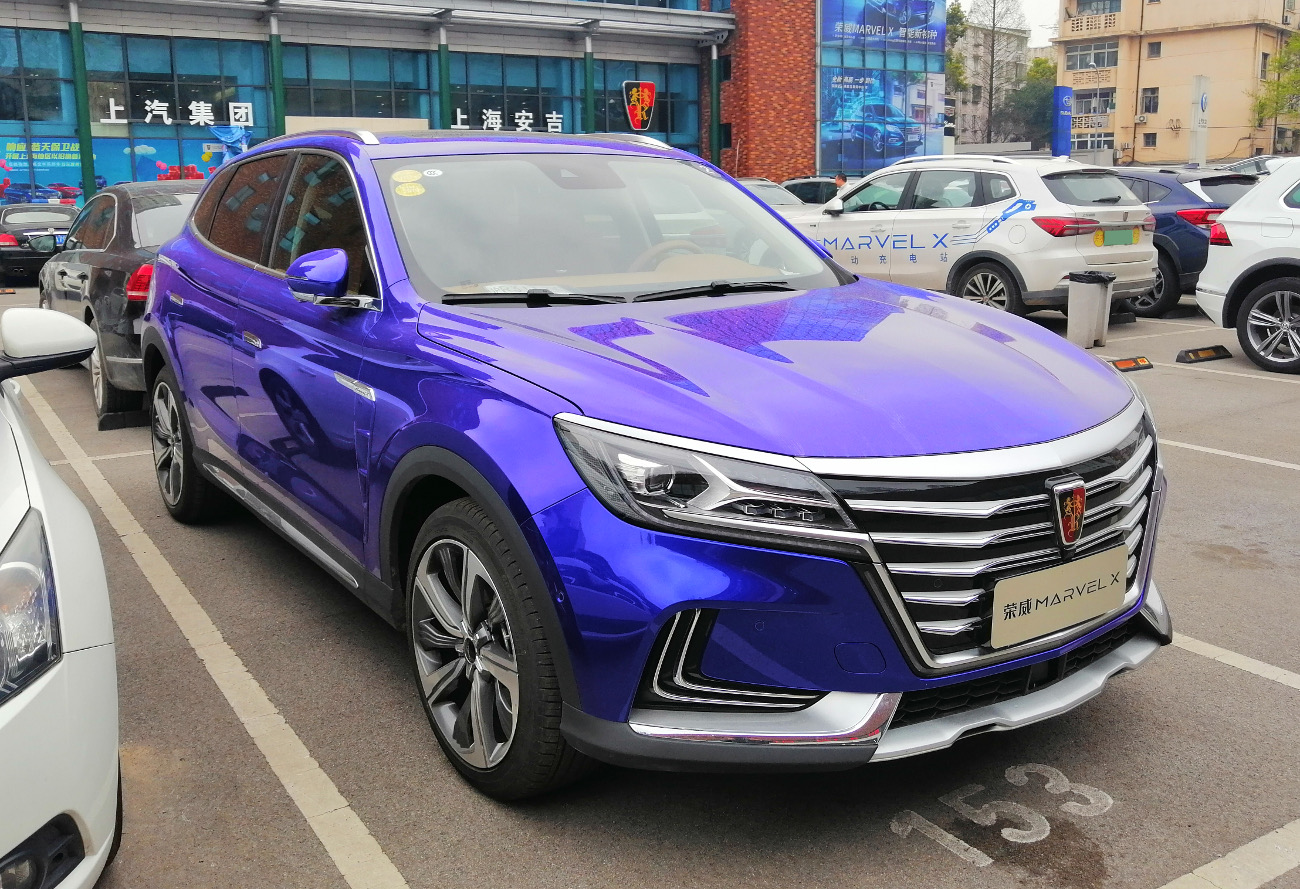
Roewe Marvel X
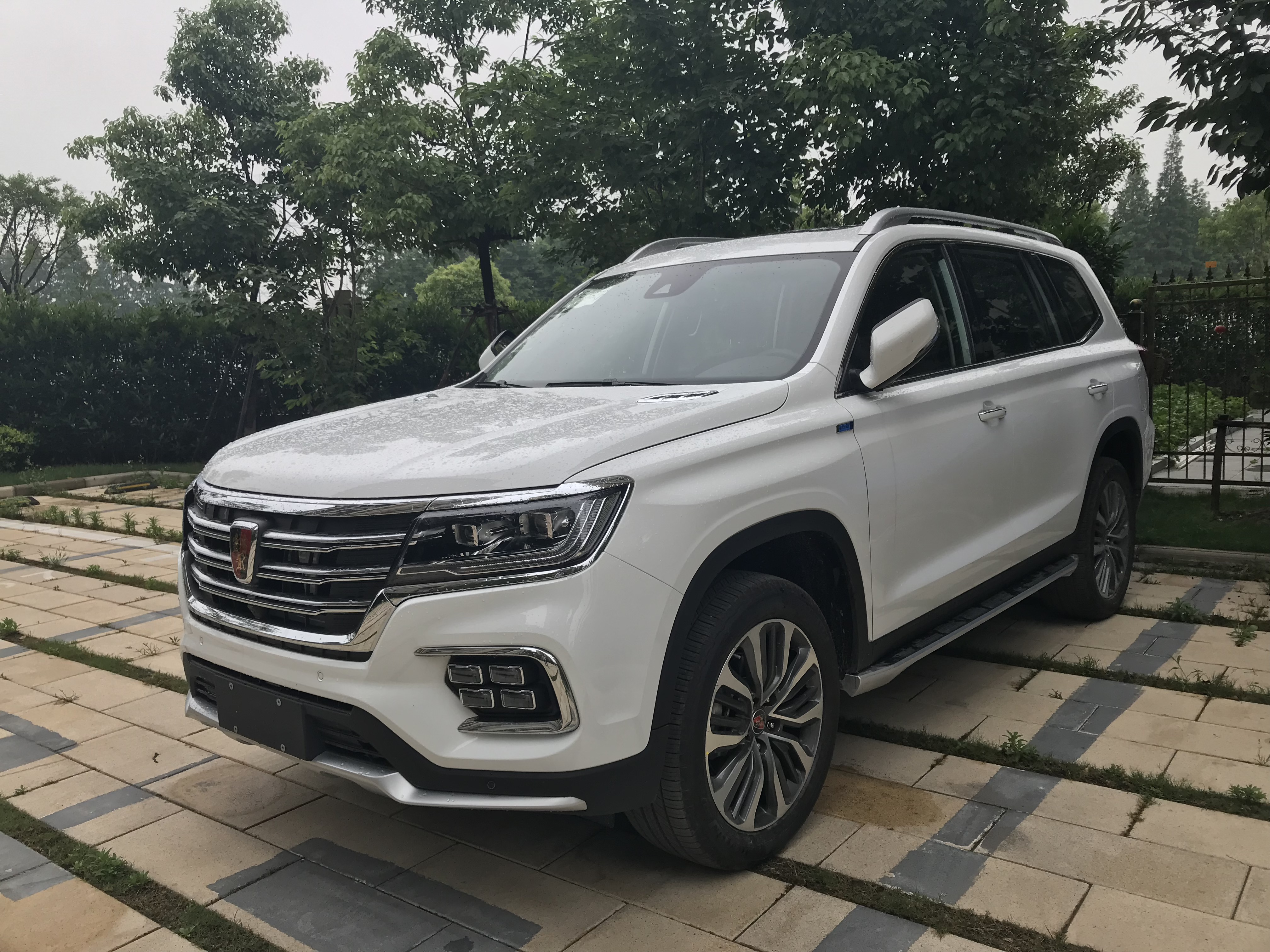
Roewe RX8
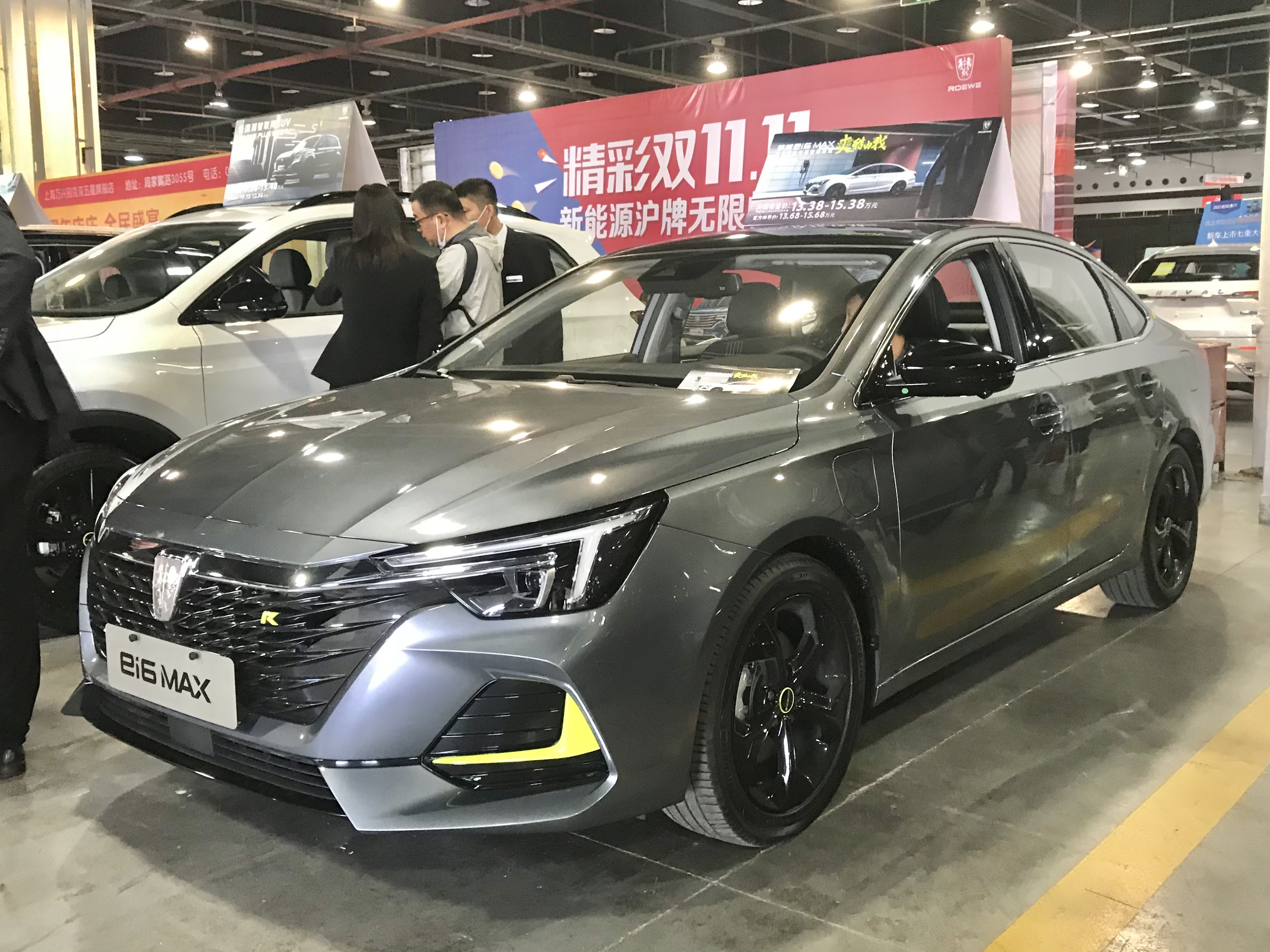
Roewe ei6 Max
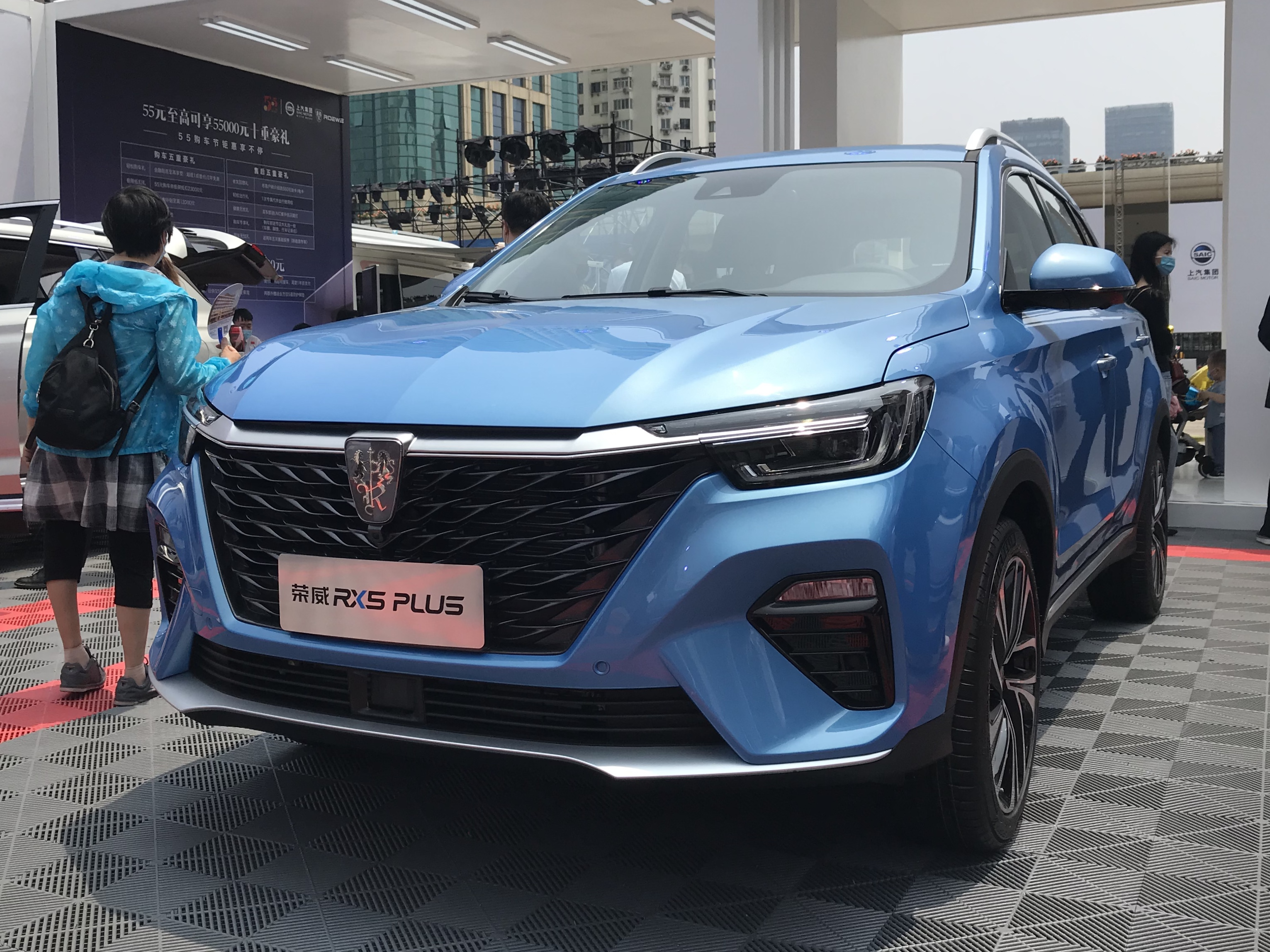
Roewe RX5 Plus
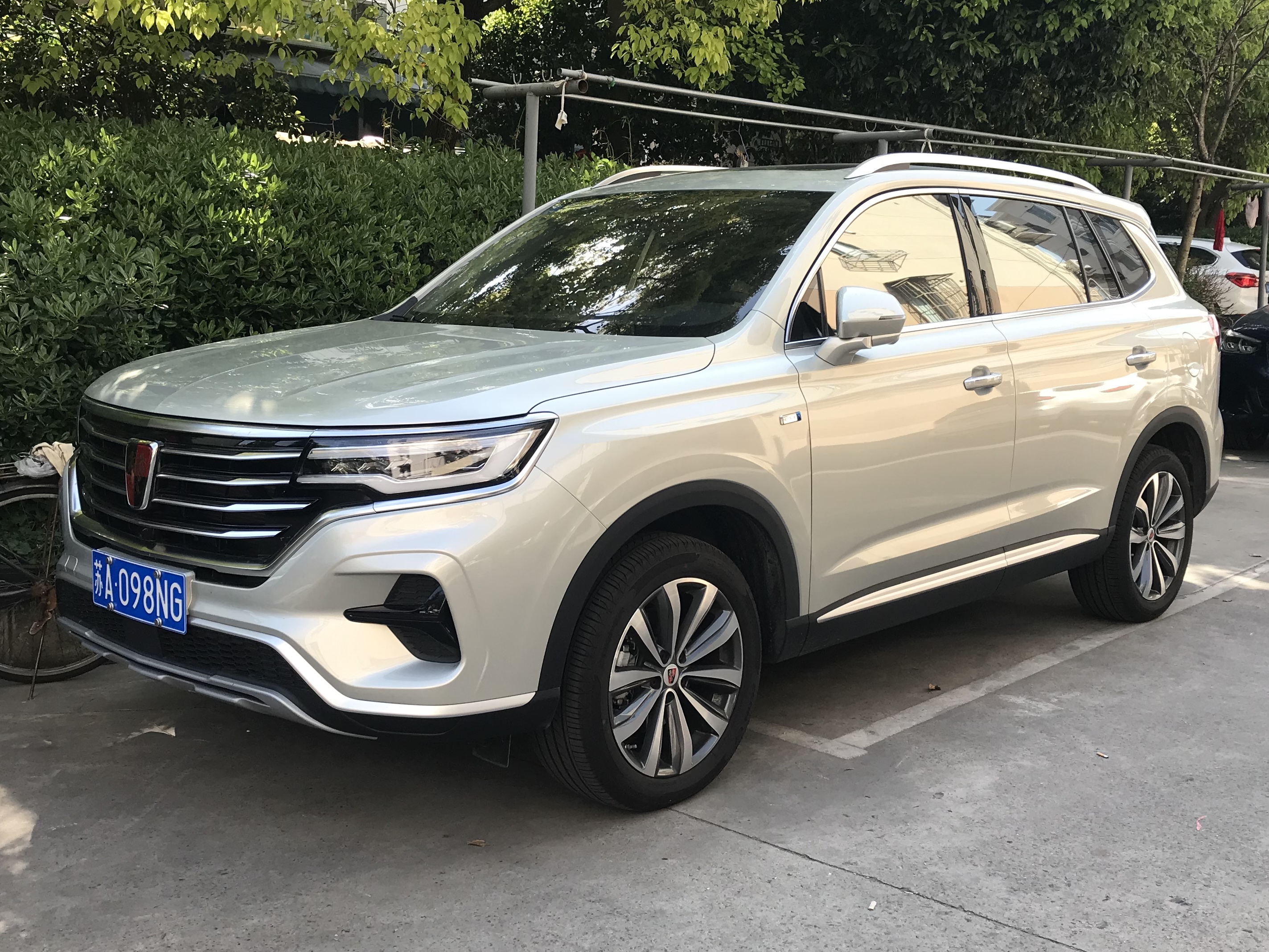
Roewe RX5 Max
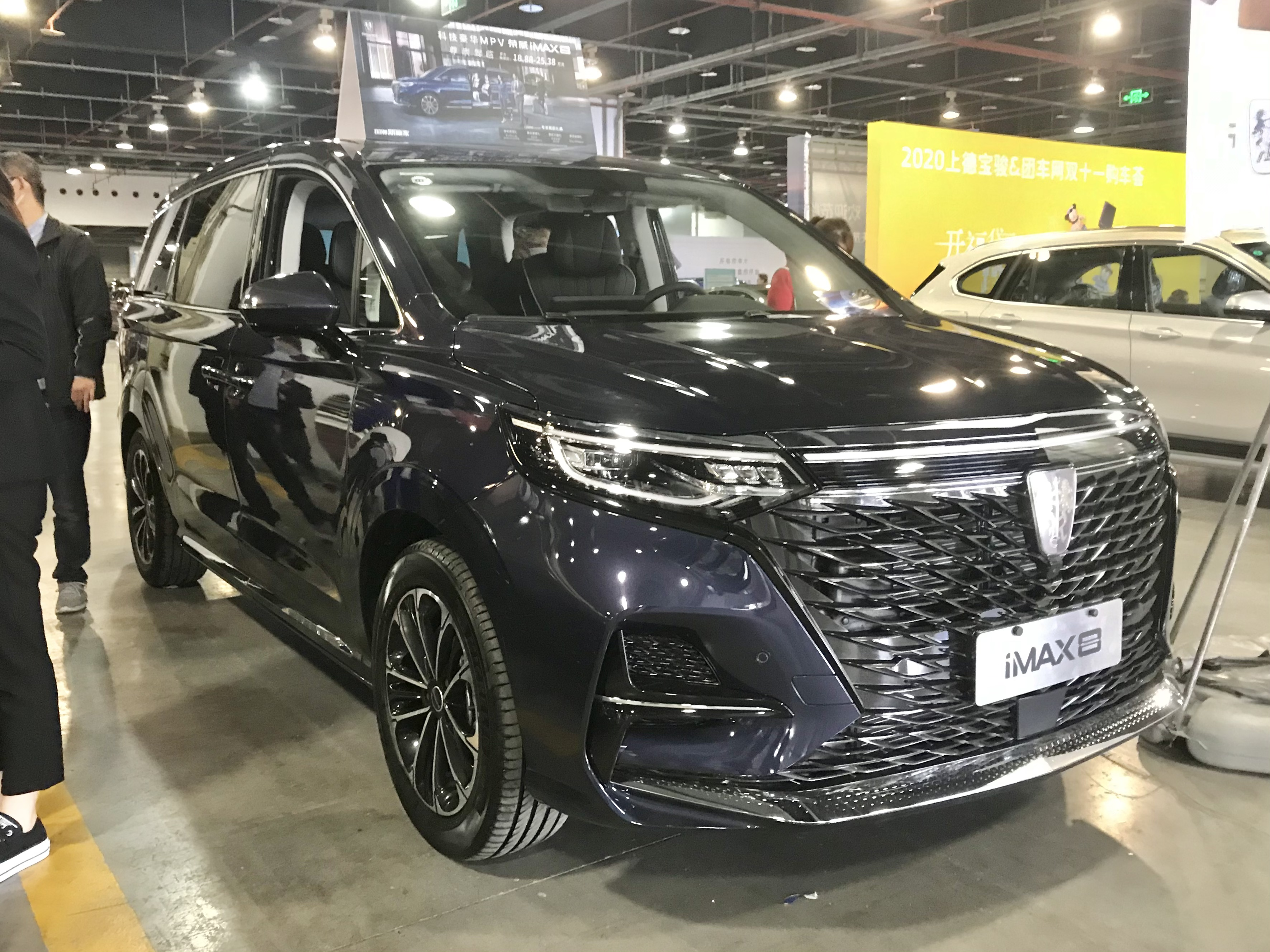
Roewe iMax 8